# Christophe Bouchut
Christophe Bouchut (ur. 24 września 1966 roku w Voiron) – francuski kierowca wyścigowy.

## Kariera
Bouchut rozpoczął karierę w wyścigach samochodowych w 1988 roku od startów we Francuskiej Formule Ford 1600, gdzie dwukrotnie zwyciężał. Z dorobkiem 121 punktów uplasował się na drugiej pozycji w klasyfikacji generalnej. W późniejszych latach pojawiał się także w stawce Grand Prix Makau, Francuskiej Formule 3, Grand Prix Monako Formuły 3, Masters of Formula 3, Sportscar World Championship, Peugeot 905 Spider Cup, 24-godzinnego wyścigu Le Mans, FIA Touring Car Challenge, French Touring Car Championship, Francuskiego Pucharu Porsche Carrera, Porsche Supercup, Global GT Championship, Formuły 3000, FIA GT Championship, French GT Championship, American Le Mans Series, 24 Hours of Daytona, 1000 km Suzuka, French Supertouring Championship, Bahrain GT Festival, Le Mans Endurance Series, Le Mans Series, Mil Milhas Brasil, ADAC GT Masters, Grand American Rolex Series, 24h Nürburgring, Sportscar Winter Series, Grand-Am Rolex Sports Car Series, FIA GT1 World Championship, Intercontinental Le Mans Cup oraz FIA World Endurance Championship.
W Formule 3000 Francuz wystartował w sześciu wyścigach sezonu 1995 z francuską ekipą Danielson. Podczas wyścigu w Belgii stanął na drugim stopniu podium. Uzbierane cztery punkty dały mu jedenaste miejsce w końcowej klasyfikacji kierowców.